# Anoba pectinata
Anoba pectinata là một loài bướm đêm trong họ Erebidae.